# Jacqueline Cramer
Jacqueline Marian Cramer (Amsterdam, 10 april 1951) is een Nederlands wetenschapster en voormalig politica. Als minister van Volkshuisvesting, Ruimtelijke Ordening en Milieubeheer maakte ze van 22 februari 2007 tot 20 februari 2010 deel uit van het kabinet-Balkenende IV. Ze is lid van de Partij van de Arbeid. Cramer was sinds 2005 hoogleraar duurzaam ondernemen aan het Copernicus Instituut van de Universiteit Utrecht. Eerder bekleedde zij leerstoelen aan de Universiteit van Amsterdam, de Universiteit van Tilburg en aan de Erasmus Universiteit Rotterdam.

## Biografie
Cramer doorliep het gymnasium-beta. Vervolgens studeerde zij van 1969 tot 1970 aan de Universiteit van Arkansas in Fayetteville (Arkansas). Vervolgens studeerde ze vanaf 1970 biologie aan de Universiteit van Amsterdam waar zij in 1976 cum laude haar doctoraalexamen behaalde.

### Academische en maatschappelijke loopbaan
In 1976 werd zij universitair docent bij de afdeling biologie en samenleving van de UvA. In 1980 werd ze universitair docent bij het departement voor wetenschapsdynamica van de UvA. In 1987 promoveerde tot doctor in de natuurwetenschappen op het proefschrift Mission-orientation in ecology : the case of Dutch fresh-water ecology. Tijdens haar werk als universitair docent was Cramer lid van de faculteitsraad bij de faculteit biologie en lid van het bestuur van de wetenschapswinkel van de UvA (tussen 1977 en 1982).
In dezelfde tijd werd Cramer actief in de milieubeweging. Tussen 1981 en 1987 was ze lid van het bestuur van de Milieudefensie in de laatste twee jaar als voorzitter. Als prominent gezicht van de milieubeweging werd Cramer in 1989 gevraagd als lijsttrekker van GroenLinks, die als partij net gevormd was. Cramer weigerde het aanbod, alhoewel ze vorming van de partij had ondersteund. Ook was zij voorzitter van het Landelijk Milieu Overleg.
Vanaf 1989 werkte Cramer als senior onderzoeker bij het studiecentrum voor technologie en beleid van TNO-STB, de beleidsadviestak van onderzoeksinstituut TNO. Daarnaast was ze vanaf 1990 deeltijd bijzonder hoogleraar milieukunde aan de Universiteit van Amsterdam. In 1996 verliet ze de UvA en werd ze deeltijd bijzonder hoogleraar milieumanagement bij de Katholieke Universiteit Brabant. Vanuit TNO werd zij gedetacheerd als "senior environmental consultant" bij Philips (1995-1997) en AkzoNobel (1997-1999) om daar te adviseren over strategisch milieumanagement en productgerichte milieuzorg. In deze periode was Cramer ook maatschappelijk actief: zo was ze lid van de commissie Betuweroute (tussen 1994 en 1996).
In 1999 verliet Cramer TNO en startte ze haar eigen zelfstandig adviesbureau "Cramer Milieuadvies"/"Sustainable Entrepreneurship". Dit bureau adviseerde het bedrijfsleven op het gebied van duurzaam ondernemen onder andere in het kader van het Nationaal Initiatief Duurzaam Ondernemen (NIDO). In datzelfde jaar verliet ze de KUB om hoogleraar milieumanagenent in organisaties te worden bij de Erasmus Universiteit Rotterdam. In 2005 werd zij deeltijd-hoogleraar duurzaam ondernemen bij het Copernicus Instituut van de Universiteit Utrecht. Als onderzoeker hield Cramer zich in het bijzonder bezig met duurzaam ondernemerschap, een vorm van maatschappelijk verantwoord ondernemen.
In 1999 werd Cramer benoemd tot kroonlid van de Sociaal-Economische Raad, wat zij bleef tot 2007. Ze zat de commissie Ruimtelijke Inrichting en Bereikbaarheid van de SER voor (2003-2007). Daarnaast zat ze in een groot aantal raden, besturen, projectgroepen en adviescolleges in het bedrijfsleven, bij de overheid en het onderwijs. Zo was zij lid van de raad van advies van het Rijksinstituut voor Volksgezondheid en Milieu en de Nederlandse afdeling van het Wereld Natuurfonds (beide tussen 1998 en 2007). Zij was ook lid van de raad van commissarissen van Shell en de duurzaamheidsfondsen ASN Bank (beide tussen 2001 en 2007). In 2002 werd ze lid van de raad van commissarissen van het Dutch Sustainability Research en de Financieringsmaatschappij voor Ontwikkelingslanden. In 2004 werd ze lid van de raad van toezicht van zowel de Universiteit van Maastricht en de Hogeschool van Arnhem en Nijmegen. Ook zat ze de projectgroep "criteria voor het gebruik van biomassa" van het ministerie van Economische Zaken voor (tussen 2006 en 2007) en het Platform Duurzaam Bouwen en de Consument (tussen 2002 en 2007).
Per 1 oktober 2010 keerde Cramer terug als hoogleraar in Utrecht. Zij werd hoogleraar Duurzaam Innoveren aan de faculteit Geowetenschappen van de UU, een baan die vergelijkbaar is met haar vorige post daar. Bovendien richtte zijn in 2011 het Utrecht Sustainability Institute op waarvan zij directeur werd. Sinds 2015 is zij strategisch adviseur bij dit instituut en adviseert daarnaast vanuit Cramer Milieuadvies met name op het gebied van circulaire economie. Zij bekleedt meer dan 15 nevenfuncties, waaronder lid van de Amsterdam Economic Board. Vanuit die hoedanigheid is zij Ambassadeur Circulaire Economie bij de Metropoolregio Amsterdam.
In 2013 verzorgde Cramer de zevende Jan Modderman Inleiding. Ze sprak in dat kader over het thema "Duurzaamheid: vroeger, nu en in de toekomst".

### Politieke loopbaan

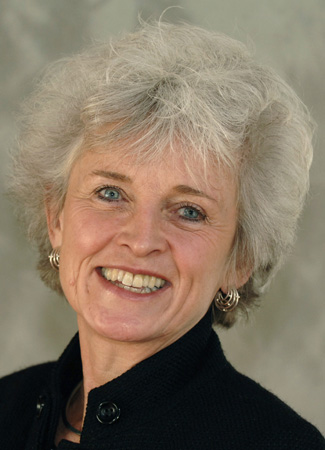
Cramer tijdens ministersschap Balkenende IV

Op 22 januari 2007 werd Cramer beëdigd als minister van VROM voor de Partij van de Arbeid in het kabinet-Balkenende IV. Ze is verantwoordelijk voor Milieu en Ruimtelijke Ordening. Haar collega Ella Vogelaar was tot 13 november 2008 verantwoordelijk voor volkshuisvesting, en werd opgevolgd door Eberhard van der Laan.
Als minister heeft Cramer een aantal wetten tot stand gebracht waaronder de Wet luchtkwaliteitseisen (2007) en de Invoeringswet Wet ruimtelijke ordening (2008). De uitvoering van het nationaal samenwerkingsprogramma Luchtkwaliteit was een van haar speerpunten. Ook heeft zij als coördinator van het kabinetsbrede klimaatprogramma een aantal convenanten gesloten met werkgeversorganisaties over energiebesparing, duurzame energie en het beperken van de uitstoot van kooldioxide. Zelf heeft zij met het project Lokale en Regionale Klimaatinitiatieven bijgedragen aan een heropleving van klimaatprojecten en aandacht voor duurzaamheid bij gemeenten, bedrijven en particulieren. Hierdoor is een nieuwe beweging in gang gezet die meer is gericht op het ondersteunen van initiatieven in de samenleving. Daarnaast heeft ze prioriteiten gegeven aan de verschuiving van afvalbeleid naar grondstoffenbeleid en producthergebruik. Tevens heeft Cramer de basis gelegd voor duurzaam inkopen binnen (semi-)overheden.
Op 26 augustus 2008 kreeg ze kritiek toen NRC Handelsblad schreef dat Cramer in juni 1986 via mede-ondertekening van een advertentie haar steun zou hebben betuigd aan het actieblad Bluf!, dat op het moment van tekenen onderwerp was van een justitieel onderzoek wegens plaatsing van gestolen geheime documenten van het ministerie van Economische Zaken. Wegens betrokkenheid bij de inbraak van deze documenten was Wijnand Duyvendak in augustus 2008 afgetreden als Kamerlid. Cramer, die destijds voorzitter van Milieudefensie was, stelde in een reactie op de publicatie zich deze advertentie niet te kunnen herinneren. Op 2 september overleefde ze een motie van wantrouwen van de Partij van de Vrijheid over dit onderwerp.
Cramer kwam in opspraak op 23 september 2008. Tijdens het vragenuurtje weigerde ze herhaaldelijk antwoord te geven op een specifieke vraag over groene stroom van onder meer Kamerlid Jos Hessels. Cramer antwoordde dat minister Maria van der Hoeven van Economische Zaken hierover op dat moment in Brussel onderhandelde en dat Cramer daarom het antwoord nog niet kon geven. Een groot gedeelte van de Tweede Kamer wilde toch antwoord en vroeg een spoeddebat voor de volgende dag aan. Samen met minister Wouter Bos schreef zij de dag daarop een excuusbrief, waarmee de storm van kritiek luwde.

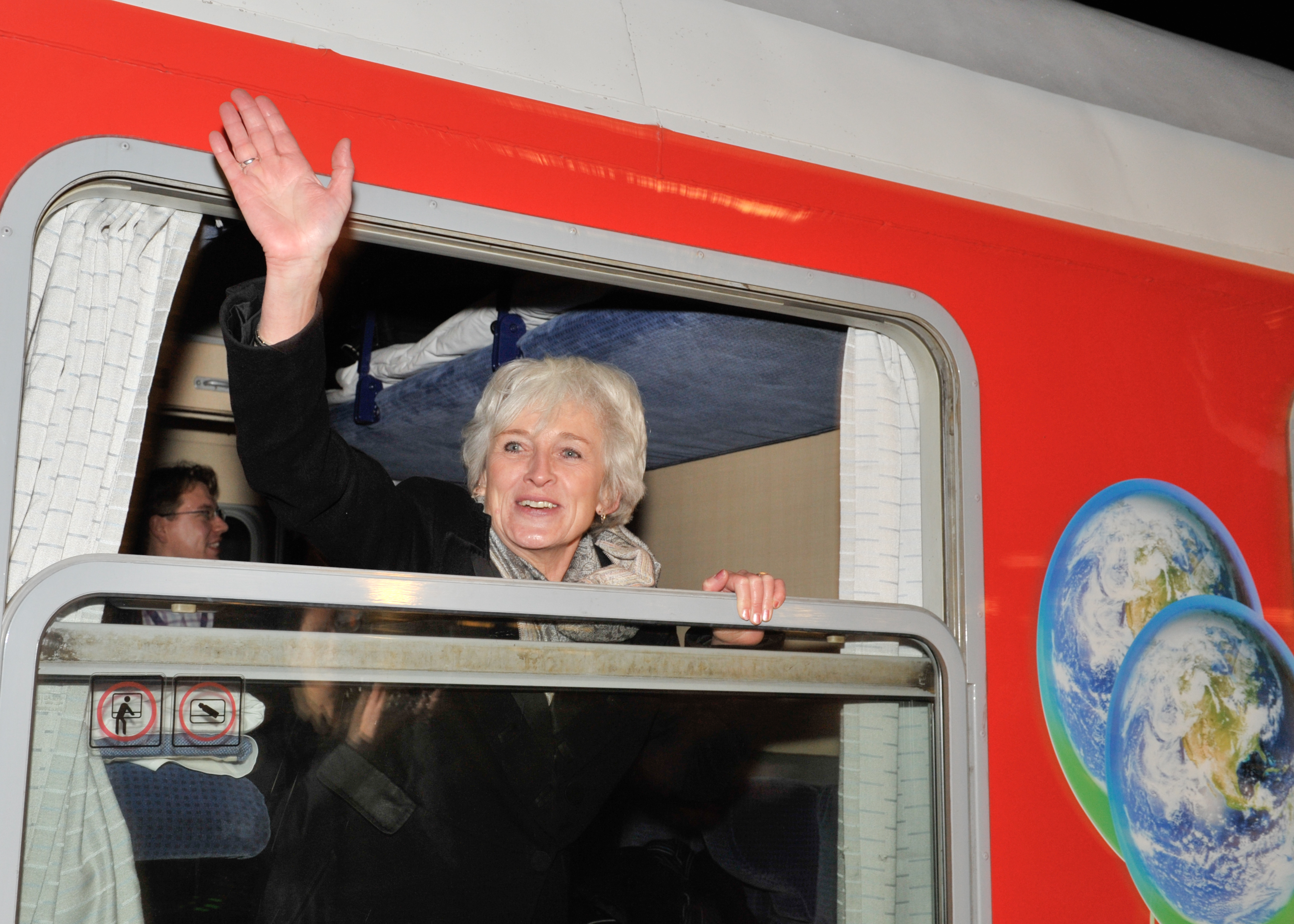
Jacqueline Cramer vertrekt vanaf station Utrecht met de Klimaattrein naar de Klimaattop in Kopenhagen

In 2009 botste ze in de Kamer met PVV-Kamerlid Richard de Mos over de waarschijnlijkheid van de opwarming van de aarde. Naar aanleiding van uitgelekte mails van klimaatwetenschappers concludeerde het Kamerlid dat verhalen over opwarming van de aarde "bangmakerij" waren. Cramer doceerde vervolgens over radioactieve isotopen, over boomringen en over chemische samenstellingen, in de hoop De Mos te overtuigen. Volgens haar bestaan in de wetenschap altijd onzekerheden, maar op het moment "is het voor 95 procent zekerheid dat de mens een rol heeft in de opwarming van de aarde".
Cramer nam ook deel aan de Klimaatconferentie in Kopenhagen van de Verenigde Naties. Zij was niet enthousiast met de inhoud van het Akkoord van Kopenhagen, alhoewel het voldoende houvast bood voor het maken van verdere afspraken.
Na de val van het kabinet Balkenende IV op 20 februari 2010 over het verlengen van de militaire missie in Uruzgan en het ontslag van de PvdA ministers als gevolg hiervan, werd Cramer op 23 februari 2010 als minister van VROM opgevolgd door Tineke Huizinga.

### Persoonlijk
Cramer woont in Amsterdam. Ze heeft een dochter en een zoon.